# Pleased to Meet Me
Pleased to Meet Me è il quinto album discografico del gruppo musicale statunitense dei The Replacements, pubblicato nel 1987.

## Tracce
Le tracce sono di Paul Westerberg, tranne dove indicato.
Lato 1
1. I.O.U. – 2:57
2. Alex Chilton – 3:12 (Westerberg, Tommy Stinson, Chris Mars)
3. I Don't Know – 3:19 (Westerberg, Stinson, Mars)
4. Nightclub Jitters – 2:44
5. The Ledge – 4:04

Lato 2
1. Never Mind – 2:47
2. Valentine – 3:31 (Westerberg, Stinson, Mars)
3. Shooting Dirty Pool – 2:20 (Westerberg, Stinson, Mars)
4. Red Red Wine – 2:59
5. Skyway – 2:04
6. Can't Hardly Wait – 3:02

CD Reissue Bonus Tracks
1. Birthday Gal (Demo) – 4:39
2. Valentine (Demo Version) – 4:09 (Westerberg, Stinson, Mars)
3. Bundle Up (Demo) – 2:59 (Westerberg, Stinson, Mars)
4. Photo (Demo) – 3:46
5. Election Day – 2:56
6. Alex Chilton (Alternate Version) – 3:37 (Westerberg, Stinson, Mars)
7. Kick It In (Demo) – 3:33
8. Route 66 – 2:57 (Bobby Troup)
9. Tossin' n' Turnin' – 2:20 (Ritchie Adams, Malou Rene)
10. Can't Hardly Wait (Alternate Version) – 3:00
11. Cool Water – 3:04 (Bob Nolan)

## Formazione
Gruppo
- Paul Westerberg - chitarre, piano, voce
- Tommy Stinson - basso
- Chris Mars - batteria, cori

Collaboratori principali
- Jim Dickinson (accreditato come East Memphis Slim) - organo, tastiere, cori
- Alex Chilton, Luther Dickinson - chitarre
- The Memphis Horns, Teenage Steve Douglas - tromba, sax